# Dynamos FC
Dynamos FC je fotbalový klub z Harare, hlavního města Zimbabwe. Klubové barvy jsou modrá a bílá. Založil ho v roce 1963 ve čtvrti Mbare Sam Dauya spojením klubů Salisbury City a Salisbury United jako reprezentaci černošského obyvatelstva města. Získal šest titulů mistra Rhodesie (1963, 1965, 1966, 1970, 1976 a 1978) a šestnáct titulů mistra Zimbabawe (1980, 1981, 1982, 1983, 1985, 1986, 1989, 1991, 1994, 1995, 1997, 2007, 2011, 2012, 2013 a 2014). Sedmkrát vyhrál Zimbabwský fotbalový pohár (1985, 1988, 1989, 1996, 2007, 2011 a 2012). Je nejlepším zimbabwským klubem v Lize mistrů CAF, kde hrál finále v roce 1998 a semifinále v roce 2008.